# Aurelio Galfetti

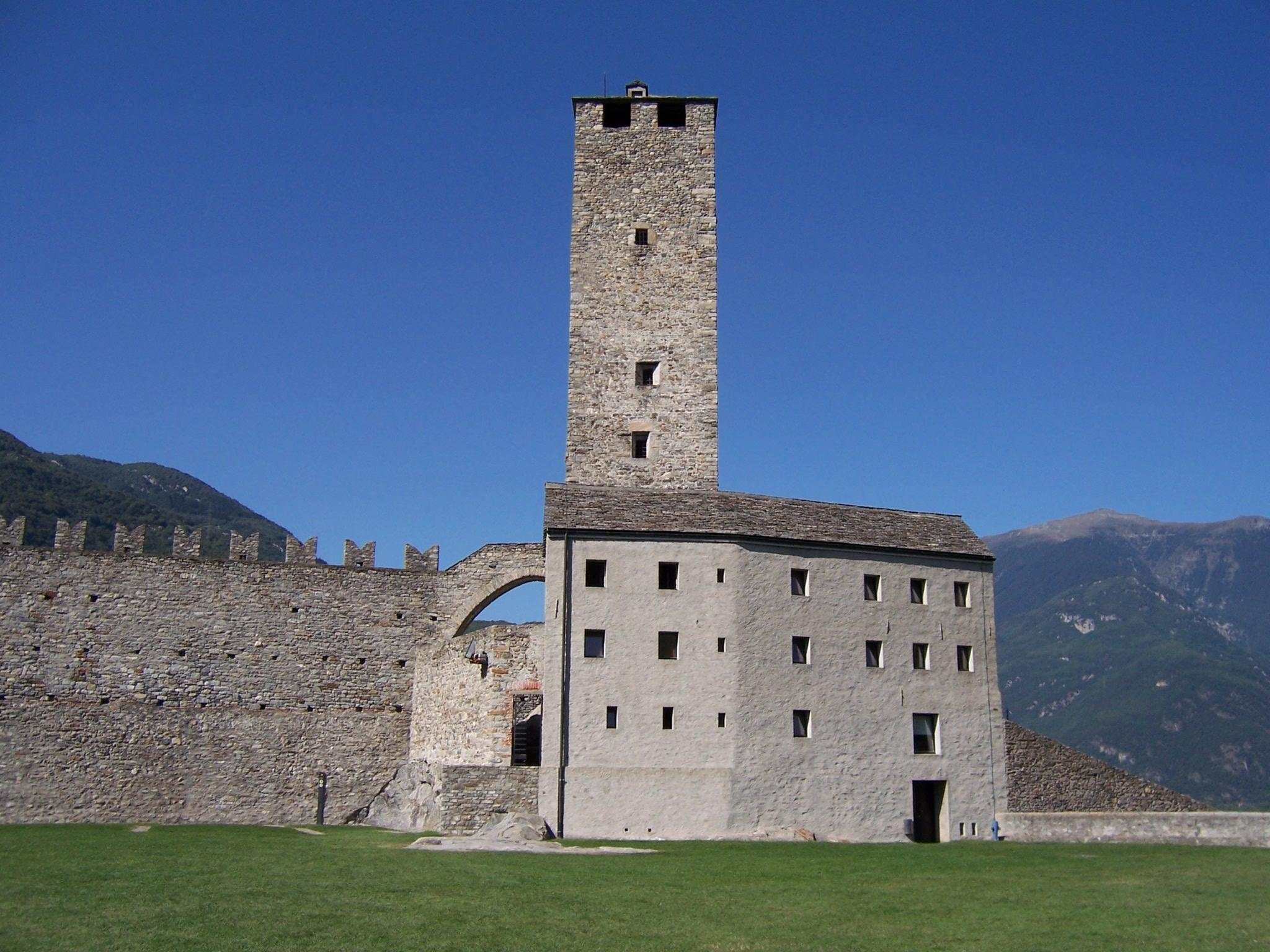
Imatge del Castelgrande, Bellinzona.

Aurelio Galfetti   (Lugano, 2 d'abril de 1936 - Bellinzona, 5 de desembre de 2021) va ser un arquitecte nascut a Biasca, cantó de Tesino, Suïssa. Una de les seves obres més importants va ser la restauració del Castelgrande, Bellinzona.

## Obres
- Bagno pubblico (in collaborazione con Flora Ruchat e Ivo Trümpy), Bellinzona (1965/1970)
- Scuola elementare (in collaborazione con Flora Ruchat e Ivo Trümpy), Lugano (1968/1970)
- Ospedale neuropsichiatrico, Mendrisio (1965/1975)
- Edificio ad appartamenti, Biasca (1971)
- Scuola media (in collaborazione con Livio Vacchini), Losone (1971)
- Scuola materna, Bedano (1972)
- Casa Galli, Caslano (1975)
- Edificio postale (in collaborazione con Luigi Pellegrini), Bellinzona (1977/1985)
- Restauro del Castelgrande (in collaborazione con Rolf Laüppi e Luigi Pellegrini), Bellinzona (1ª parte 1981/1991 - 2ª parte 1992/2000)
- Centro tennistico, Bellinzona (1982/1985)
- Edificio residenziale "Al portone", Bellinzona (1984/1985)
- Edifici residenziali "Bianco e Nero", Bellinzona (1986/1988)
- Casa Ferretti, Gravesano (1986)
- Edificio residenziale "Leonardo", Lugano (1986)
- Edificio multifunzionale "Chaudron", Lausana (1987/1993)
- Pensilina in Piazza Chaudron, Lausana (1994)
- Edificio residenziale, París, França (1987/1988)
- Portale dell'autostrada e rotonda di piazza Castello, Locarno (1988/2000)
- Mediateca Chambery, França (1987/1988)
- Edificio " La Residence", Maastricht, Països Baixos (1994/2000)
- Casa Dürr Brissago (1992/1993)
- Progetto "Alptransit Ticino", Cantó de Ticino (1993/in fase di realizzazione)
- Casa Ghidossi, Bellinzona (1994/1995)
- Cantina vinicola Ghidossi, Cadenazzo (1994)
- Edificio per uffici, Ginevra (1994)
- Centro civico comunale, Gorduno (1994/1996)
- Casa Feigenwinter, Locarno-Monti (1994/1997)
- Casa Beffa, Agno (1996/1997)
- Ampliamento sede Safilo, Padova, Itàlia (1999/2003)
- Cité des Arts, Chambery, França (1998/2001)
- Casa Galfetti, Pharos, Grècia (1993/2001)
- Ripari fonici autostradali, Capolago-Maroggia (1998)
- Net Center, Padova, Itàlia (1993/2008)
- Aula magna dell'USI, Lugano (1998/2001)
- Casa Vitali, Bergamo, Itàlia (2005)
- Riqualificazione di Piazza Indipendenza, San Donà di Piave, Itàlia (2011/2012)